# Трунтаїшево
Трунтаї́шево (рос. Трунтаишево, башк. Торонтайыш) — село у складі Альшеєвського району Башкортостану, Росія. Адміністративний центр Трунтаїшевської сільської ради.
Населення — 1034 особи (2010; 1305 в 2002).
Національний склад:
- татари — 91 %